# Turóczy Mózes
Turóczy Mózes, más írásmódok szerint Turóczi, Túróczi (Kézdivásárhely, 1813. január 23. –‎ Kézdivásárhely, 1896. május 16.) kézdivásárhelyi rézműves mester. 1849-ben ő öntötte Gábor Áron rézágyúit.

## Származása

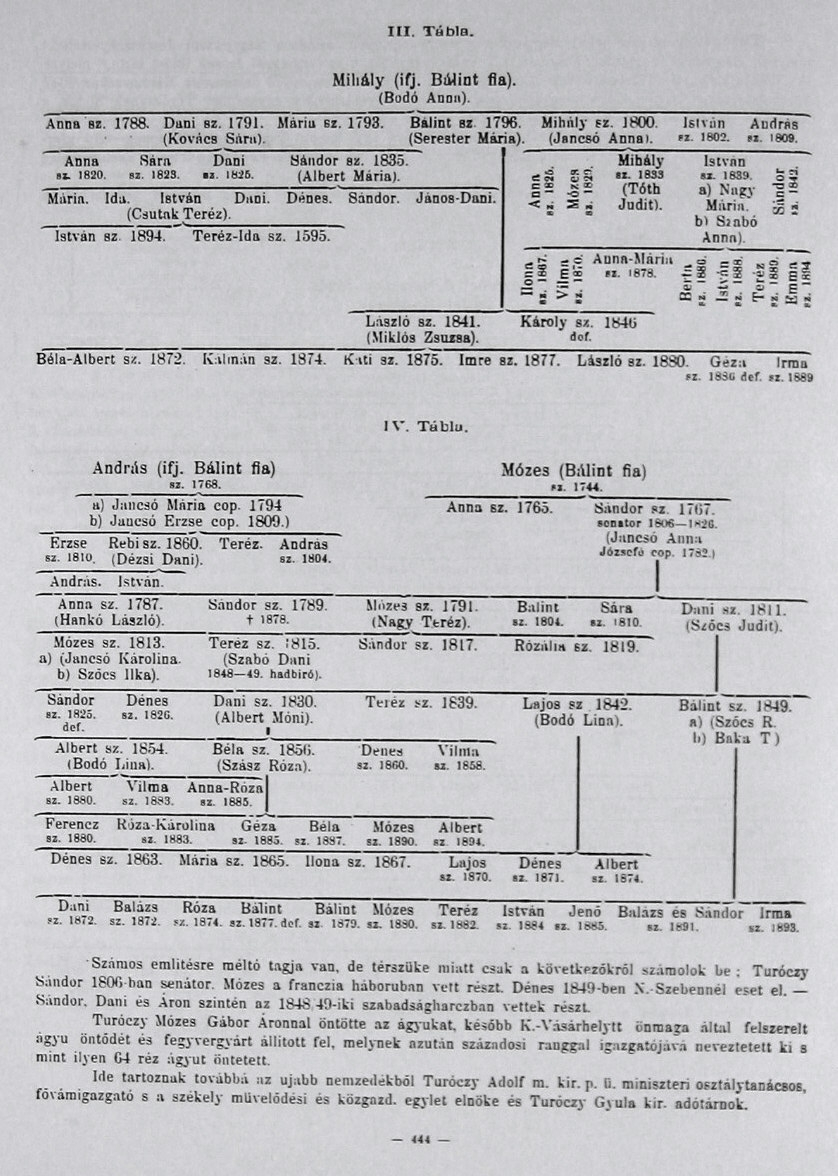
A családfa folytatása

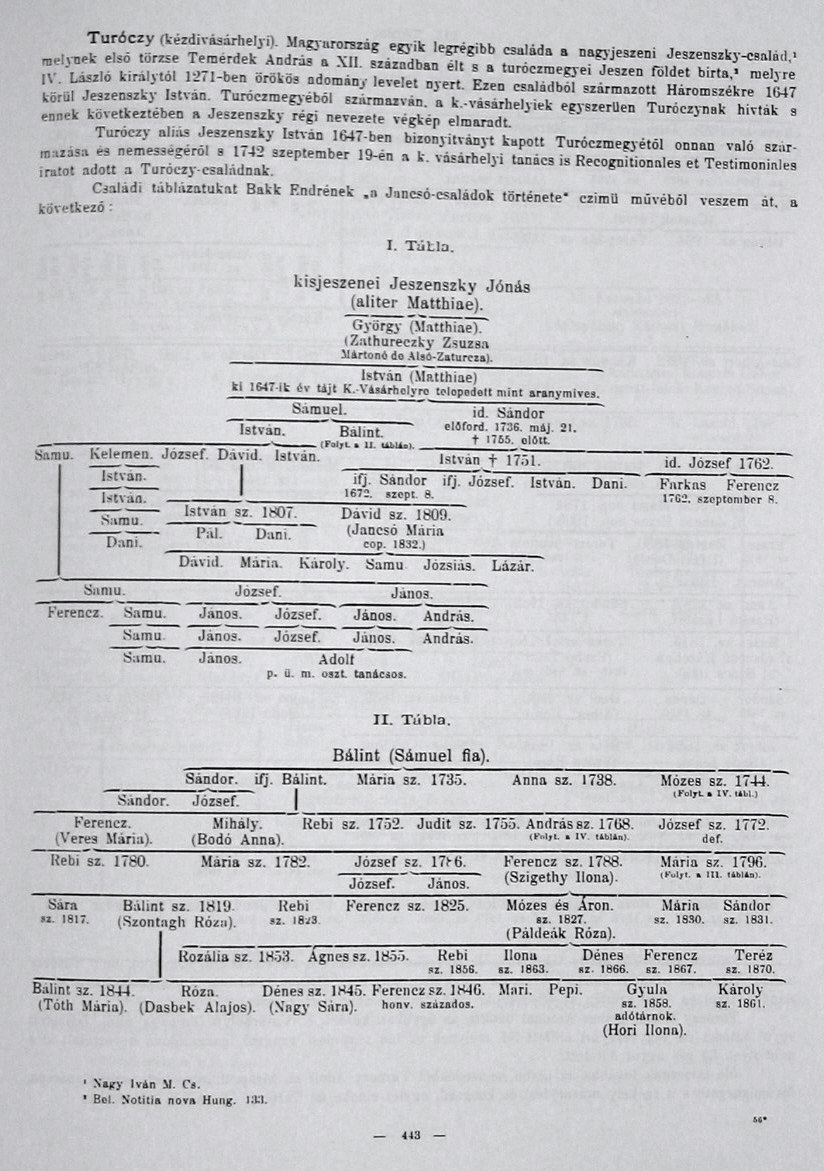
A Thuróczy családfa

A kézdivásárhelyi Turóczy család a Felvidékről, Turóc vármegyéből, közelebbről Nagyjeszenből (ma Turócjeszen) származik, és a nagyjeszeni Jeszenszky család egyik ága. Jeszenszky István 1647-ben került Kézdivásárhelyre mint aranyműves, és hamarosan felvette a turóci származásra utaló Turóczy nevet.

## Élete
Mesterségét apjától tanulta. 1848–49-ben Gábor Áron útmutatása alapján saját műhelyében öntötte rézágyúit a Bem József vezette erdélyi sereg számára.
A Gábor Áron-féle ágyúkból összesen 70 db készült, ebből 64 db három- és hatfontos ágyú Turóczy Mózes műhelyében.  A székely székekből több mint háromszáz harangot hoztak ide, ezek anyagából készültek az ágyúk (Marosszék: 93 harang, 2 nagy üst, 1 mázsa réz, 914 forint készpénz; Udvarhelyszék: 55 mázsa ágyúfém, 14 harang; Aranyosszék: 25 harang, 4 mázsa réz és ólom; Háromszék: 125 harang).

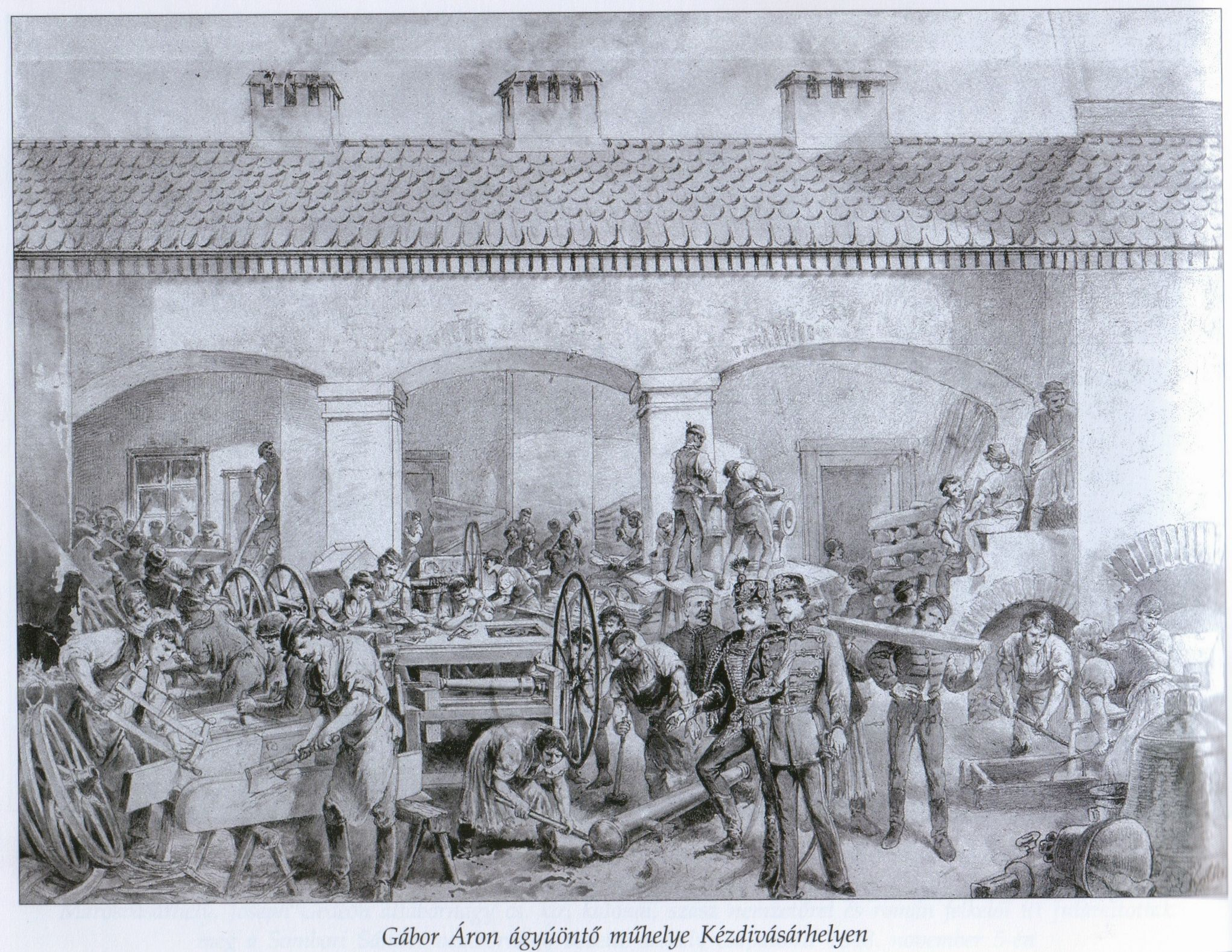
Turóczy Mózes ágyúöntő műhelye Kézdivásárhelyt (előtérben TM és Gábor Áron)

Mivel csőfúrójuk nem volt, eleve lyukasra öntötték az ágyúcsöveket. Ez elvileg sokkal kisebb pontosságot tett volna lehetővé, de az ágyúk olyan jól sikerültek, hogy a találati pontosság alapján, az ellenség azt hitte, Bem seregének kiváló minőségű francia ágyúi és francia tüzérei vannak.
Kézdivásárhely a szabadságharc idején a hadianyaggyártás egyik erdélyi központja volt. Az ágyúöntő műhely mellett volt golyóöntő, puskaporgyártó, gyutacskészítő műhely is. Az ágyúcsöveket a kovács- és kerekesműhelyekben szerelték ágyútalpra. Bem igen nagyra értékelte a kézdivásárhelyiek hadianyaggyártásban elért sikereit és a harcokban tanúsított hősiességét. Kossuth 1849 májusában Gábor Áront honvédőrnaggyá, és az önálló székely tüzérség főparancsnokává, Turóczy Mózest pedig honvéd tüzérszázadossá, és az ágyúgyár igazgatójává nevezte ki.
A gyártás 1849 januárjától egészen június 25-éig folytatódott, amikor a cári csapatok Ojtoznál betörtek Erdélybe, bevonultak Kézdivásárhelyre, feldúlták a várost és az ágyúöntő műhelyt is.
A szabadságharcban játszott szerepén kívül életéről elég keveset tudunk. Kétszer házasodott: első felesége Jancsó Karolina, második felesége Szőcs Ilka volt. 1850 után rézműves mesterségét folytatta.

## Emléke

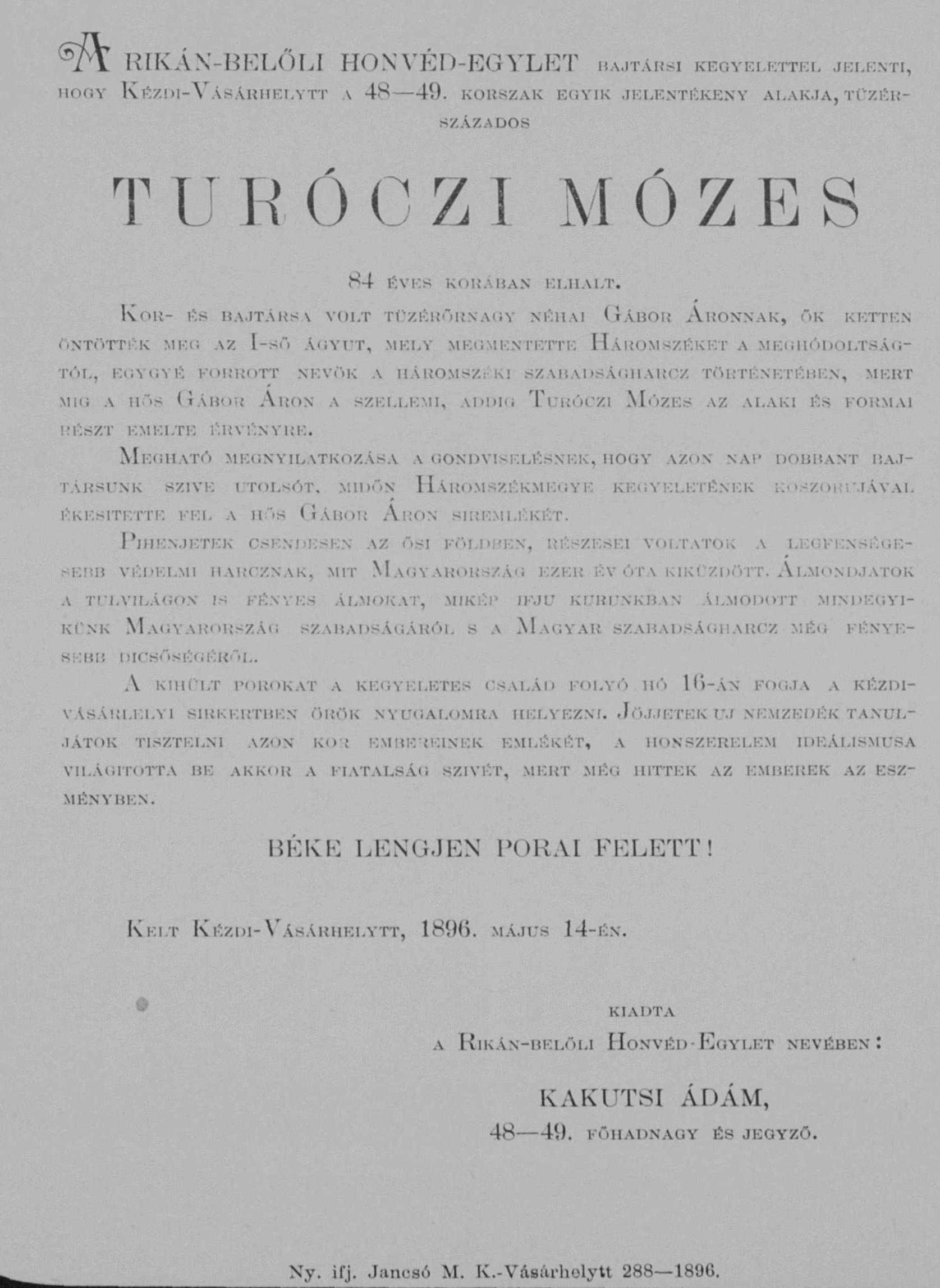
Turóczy Mózes gyászjelentése

Haláláról beszámolt a Vasárnapi Ujság 1896. május 24-i számában.
Kézdivásárhelyt utcát neveztek el róla. Sírja ma is megtalálható a városi temetőben.
Egykori háza, amelynek telkén az ágyúöntő műhely volt, ma emléktáblával van megjelölve.
1993-ban, születésének 180. évfordulója alkalmával a háza előtti kis téren ünnepélyesen leleplezték a mellszobrát, Vetró András szobrászművész alkotását. A szobor patinázott gipsz változatát a Petőfi- és a Bem-mellszoborral együtt a művész a kézdivásárhelyi Céhtörténeti Múzeumnak adományozta.
Az akkor öntött ágyúk közül egyetlen eredeti példány került elő, 1906-ban egy építkezés alkalmával Kézdivásárhelyt, a hajdani Kapitányi szállás, a mai kórház udvarán. Ezt jelenleg Bukarestben őrzik. Az ágyú hű másolatát kézdivásárhelyi mesterek öntötték 1971-ben a Céhtörténeti Múzeum számára.
A kézdivásárhelyi Turóczi Mózes Általános Iskola 1993 óta viseli nevét.
Emlékét ápolja a Turóczy Nemzetség Egyesület is, mely 2002. szeptember 16-án alakult szintén Kézdivásárhelyt (elnöke Turóczy Botond, alelnöke ifj. Turóczy Árpád, tiszteletbeli elnöke dr. Jeszenszky Géza).

## Külső hivatkozások
- Céhtörténeti Múzeum, Kézdivásárhely
- Geoláda Kézdivásárhelyt